# Neujahrskonzert der Wiener Philharmoniker 1961
Das Neujahrskonzert der Wiener Philharmoniker 1961 war das 21. Neujahrskonzert der Wiener Philharmoniker und fand am 1. Jänner 1961 im Goldenen Saal des Wiener Musikvereins statt. Dirigiert wurde es zum siebten Mal von Willi Boskovsky, der diese Institution 1941 schon als Konzertmeister der Wiener Philharmoniker mit ins Leben gerufen hatte. Es war das dritte Neujahrskonzert, dessen 2. Teil im Fernsehen übertragen wurde, wieder als Eurovisionssendung.

## Besonderheit
Streng genommen war es einerseits das 23. Konzert zum Jahreswechsel – denn zur Jahreswende 1939/40 gab es bereits ein Außerordentliches Konzert der Wiener Philharmoniker, welches allerdings am Silvesterabend 1939 stattfand –, aber erst seit 1946 – seit dem  erstmaligen Dirigat von Josef Krips – trägt das Konzert den Namen Neujahrskonzert der Wiener Philharmoniker: Unter diesem Namen war es das nunmehr 16. mit diesem Titel.
Willi Boskovsky stand, wie bereits seit 1955 auf Grund seiner einstimmigen Wahl durch die Orchestermitglieder als ständiger Dirigent des Neujahrskonzertes am Pult. Willi Boskovsky blieb in Erinnerung, dass er, wenn nicht das gesamte, so doch große Teile des Konzertes, meist die Walzer, mit dem Geigenbogen leitete und, die Violine in die Hüfte gestützt, immer wieder ans Kinn nahm, um einen eigenen Schwung in das Orchester zu übertragen.
1961 wurden erstmals einzelne Musikstücke mit Ballettaufnahmen unterlegt. Es tanzten Mitglieder des Balletts der Volksoper Wien, die Choreographie übernahm die Ballettmeisterin Dia Luca. Getanzt wurde live nach der originalen Musik, die direkt in Räume des Musikvereins übertragen wurde, wo die Aufnahmen der Balletttänzerinnen und -tänzer stattfanden.
Der zweite Teil des Neujahrskonzertes wurde im Fernsehen als Eurovisionssendung übertragen, die der Österreichische Rundfunk (ORF) und das Schweizer Fernsehen (SF) gemeinsam produzierten. Die Regie übernahm, wie in den folgenden Neujahrskonzerten Hermann Lanske.
Ausgestrahlt wurde es 1961 neben Österreich in Belgien, der Bundesrepublik Deutschland, in Finnland, Frankreich, Großbritannien, Italien, Niederlande, Norwegen, Schweden und der Schweiz. Als Fernsehstationen übernahm es neu die in Spanien. Dänemark übertrug dieses Konzert, anders als 1959 und 1960, nicht, sondern setzte 1961 aus und sendete es erst 1962 wieder.

## Programm

### 1. Teil
- Josef Strauss: Aquarellen (Walzer), op. 258
- Johann Strauss (Sohn): Ouvertüre zur Operette Das Spitzentuch der Königin*
- Johann Strauss (Vater): Piefke und Pufke (Polka), op. 235
- Joseph Lanner: Hofballtänze (Walzer), op. 161*
- Josef Strauss: Eingesendet (Polka schnell), op. 240

### 2. Teil
- Josef Strauss: Frauenherz (Polka mazur), op. 166
- Johann Strauss (Sohn): Liebeslieder (Walzer), op. 114
- Johann Strauss (Sohn): Leichtes Blut (Polka schnell), op. 319
- Johann Strauss (Sohn): Frühlingsstimmen (Walzer), op. 410
- Josef Strauss: Moulinet-Polka (Polka française), op. 57
- Johann Strauss (Sohn): Persischer Marsch, op. 289
- Josef Strauss: Plappermäulchen. (Polka schnell), op. 245
- Johann Strauss (Sohn) und Josef Strauss: Pizzicato-Polka
- Johann Strauss (Sohn): Kaiser-Walzer, op. 437

### Zugaben
- Johann Strauss (Sohn): Unter Donner und Blitz (Polka schnell), op. 324
- Johann Strauss (Sohn): An der schönen blauen Donau (Walzer), op. 314**
- Johann Strauss (Vater): Radetzky-Marsch, op. 228**

Werkliste und Reihenfolge sind der Website der Wiener Philharmoniker entnommen.

Mit * gekennzeichnete Werke standen erstmals in einem Programm eines Neujahrskonzertes.

Die mit ** gekennzeichneten Zugaben stehen nicht in der Werkliste der Wiener Philharmoniker, eine Kompilation auf youtube weist jedoch beide Zugaben als aus diesem Neujahrskonzert aufgenommen aus.